# Rainford Kalaba
Rainford Kalaba, född 14 augusti 1986 i Kitwe, dödd 13 april 2024, är en zambisk fotbollsspelare som sedan 2011 tillhör TP Mazembe.

## Meriter
ZESCO United
- Zambiska cupen: 2006
- Zambiska Premier League: 2007
- Zambiska Coca Cola Cup: 2007
- Zambiska Charity Shield: 2007

TP Mazembe
- Super League: 2011
- CAF Super Cup: 2011

Zambia
- Afrikanska Mästerskapet: 2012